# Алоф де Віньякур
Алоф де Віньякур (фр. Alof de Wignacourt; 1547, Пікардія — 14 вересня 1622, Мальта) — французький дворянин, великий Магістр Ордена госпітальєрів із 10 лютого 1601 року до смерті в 1622 році. На відміну від інших великих Магістрів Алоф де Віньякур був популярним серед населення Мальти. Віньякур за час свого правління побудував акведук  і ланцюг оборонних веж,  названих його ім'ям. Дядько Адріана де Віньякура, 63/64-го Великого Магістра Мальтійського ордену.

## Біографія
Алоф де Віньякур походить зі старовинного фламандсько-пікардійського роду де Віньякур, відомого з XII ст. Він народився в 1547 році у Пікардії в сім'ї Жана де Віньякур, синьйора де Ліссе, і Марії де Ла Порт, дами де Ла Порт в Анжу, дочки П'єрра, лучника гвардії короля, і Агнеси, дами де Ондервіль в Бовезі.
Віньякур приєднався до ордену в 1564 році у віці 17 років і вже в наступному році відзначився при облозі Мальти султаном Сулейманом I. 1601 року був обраний новим великим магістром ордену. Щоб місцеве населення продовжувало святкувати дату його вступу на престол, він оголосив датою аварії корабля Святого Павла на Мальті 10 лютого; дата, яка пристрасно відзначається до сьогодні.

Портрет Алофа де Віньякура з пажем Караваджо, 1608, Лувр

### Віньякур і Караваджо
У липні 1607 року Караваджо прибув на Мальту, де його радо зустрів Віньякур і дав замовлення на написання свого портрета. Портрет настільки сподобався замовнику, що Караваджо в 1608 році отримав місце придворного художника і був прийнятий Віньякуром в лицарі ордена. Крім умовленої плати за портрет Караваджо отримав від магістра золоте намисто, пару рабів та інші предмети розкоші. Наступним замовленням від Віньякура була вівтарна робота на тему обезголовлення Іоанна Хрестителя для собору Святого Іоанна, де картина знаходиться до цього дня.
Через рік після переїзду на Мальту Караваджо вбив одного з лицарів ордена, за що був посаджений у в'язницю, звідки він зміг втекти. Як тільки історія з вбивством стала відома за межами ордена, Віньякур був змушений заочно позбавити художника сану мальтійського лицаря. Церемонія відбулася на початку грудня 1608 року в тому самому соборі, де висіла робота Караваджо. Попри вигнання з ордена, Караваджо продовжував іменувати себе лицарем до кінця своїх днів.

### Напад на Зейтун
Під час його правління османи зробили останню спробу завоювати Мальту. Шеститисячна армія під проводом Марашлі Халіль-паші 6 липня 1614 року спробувала висадитися на мальтійському узбережжі неподалік від села Марсашлокк і була обстріляна гарматами з вежі Святого Луціана. Через обстріл османському флоту довелося відступити, кораблі змогли причалити до узбережжя Марсаскала і висадитися на берег. Частина армії спробувала штурмувати вежу Святого Луціана в той час, як інша напала і розграбувала село Зейтун, заздалегідь покинуту жителями, які дізналися про атаку. Османська армія випалила поля і зруйнувала церкву святої Катерини. Проти османів, які грабували Зейтун, орден вислав кавалерійський полк, який був практично весь розгромлений. Тим часом було зібрано ополчення в розмірі 6000-8000 осіб, яке відбило напад. 12 липня османська армія повернулася на кораблі та вирушила в Триполі придушувати повстання.

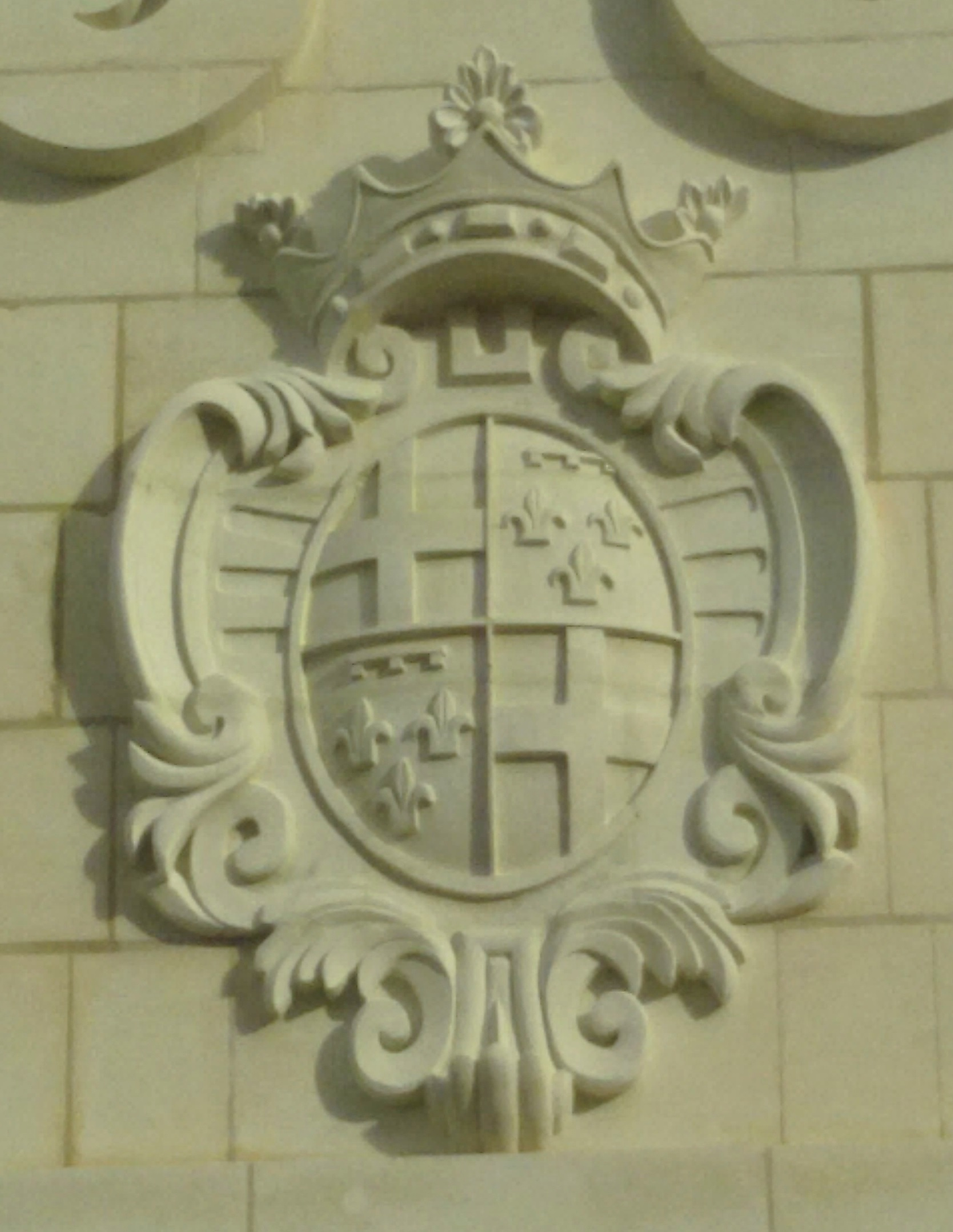
Герб Віньякура на арці акведука

### Будівництво
Напад османів підтвердив необхідність у зміцненні узбережжя острова. Віньякур наказав побудувати ланцюг сторожових веж, відомих зараз як Вежі Віньякура, а також укріпив церкву святої Катерини, перетворивши її фактично на фортифікаційну споруду.
Віньякур побудував акведук, що доставляє воду з плато неподалік від Рабат в Валлетту. Частиною акведука була відома Віньякурівська арка, розташована на відрізку між Біркіркарою та Санта-Венерою. На арці розміщений герб Віньякурів із трьома ліліями на ньому, через що арка отримала назву ворота Флер-де-ліс. Поселення Флер-де-Ліс, що виникло поруч з аркою, отримало назву від арки, а три королівські лілії стали частиною герба Санта-Венери.
Парадний обладунок Віньякура зберігся і зараз виставляється в збройовій палаті Палацу гросмейстерів Мальтійського ордена.
Віньякур помер від інсульту під час його вправ зі стрільби 14 вересня 1622 року у віці 75 років.